# Hal Holbrook
Harold Rowe "Hal" Holbrook (Cleveland, Ohio, 17 de febrer de 1925 - Beverly Hills, Califòrnia, 23 de gener de 2021) fou un actor estatunidenc, conegut principalment pel seu paper com Mark Twain. a Mark Twain Tonight i com a Francis Preston Blair a la sèrie de televisió Lincoln.

## Biografia
Va néixer a Cleveland el 1925, però va créixer en South Weymouth, Massachusetts. L'estiu de 1942 va obtenir el seu primer paper remunerat en The Man Who Came to Dinner, en el Cain Park Theatre de Cleveland.
La seva caracterització de Mark Twain va néixer a partir d'un projecte a la Universitat Denison, on va estudiar abans de la Segona Guerra Mundial. La seva primera interpretació en solitari de Mark Twain va tenir lloc el 1954. Aquell mateix any va obtenir un paper habitual en una telenovel·la, The Brighter Day.
El 1959, després d'estudiar a fons el paper de Mark Twain i d'haver-lo interpretat en nombroses petites ciutats nord-americanes, va obrir un minúscul teatre off-Broadway a Nova York. L'èxit va ser tan immediat com inesperat. Va deixar la telenovel·la. Després de 22 setmanes a Nova York, va sortir de gira pel país, va actuar davant del president Eisenhower i en el Festival d'Edimburg. Als 36 anys, era un estrella que mai havia treballat a Broadway, en una sèrie o en una pel·lícula.
A continuació va treballar en nombroses obres de teatre, però mai va deixar l'espectacle Mark Twain. El 1966, ja a Broadway, va guanyar un Tony i un Premi del Cercle de la Crítica de Teatre. El 1967 va protagonitzar l'especial de 90 minuts de CBS Mark Twain Tonight!, nominat a un Emmy i vist per 22 milions de teleespectadors.
El 1970 va protagonitzar la controvertida sèrie The Senator, guanyadora de 8 Emmy. Des de llavors, ha treballat en 50 telefilms i miniseries, ha estat nominat a 12 Emmy dels quals ha guanyat 5 per The Senator (1971), Poble (1974), Lincoln (1976) i Portrait of America (1989). Ha treballat en dues sèries còmiques i ha estat artista convidat en The West Wing, Becker, Hope & Faith, Els Soprano i Navy, recerca criminal.
El seu primer llargmetratge va ser The Group, el 1966, als 41 anys. Des de llavors, ha treballat en unes 40 pel·lícules entre les quals destaquen Harry el Fort, La batalla de Midway, Tots els homes del president, Julia, Capricorn u, La boira, Els jutges de la llei, Creepshow, Wall Street, The Firm, The Bachelor, Waking the Dead, Men of Honor, The Majestic i Shade.
Mai deixà d'interpretar Mark Twain, per la qual cosa va tornar a Nova York el 1977 i el 2005. Va realitzar una gira mundial el 1985, per celebrar els 150 anys del naixement del personatge, que va començar a Londres i va acabar a Nova Delhi.
Fou nomenat Doctor honoris causa per les universitats d'Ohio, de Hartford i Denison, i per les facultats d'Ursinus, Elmira i Kenyon. El 1996 va ser guardonat amb el Premi Edwin Booth, i el 1998 amb el Premi William Shakespeare del Shakespeare Theatre de Washington DC. El 2000 va passar a formar part de l'Hall of Fame de Nova York, i el 2003 va ser condecorat amb la Medalla Nacional de les Lletres de mans del president Bush.
El 2007 va ser nominat com a millor actor secundari a l'Oscar per Enmig de la Natura.

## Vida personal
Vivia entre Los Angeles i Tennessee amb la seva esposa, l'actriu i cantant Dixie Carter. Carter va morir l'abril de 2010. Holbrook va morir a casa seva a Beverly Hills, Califòrnia, el 23 de gener de 2021, als 95 anys. La seva mort no va ser anunciada fins al 2 de febrer. Va ser enterrat al cementiri McLemoresville de McLemoresville, Tennessee, al costat de la seva dona.

## Filmografia
| Any  | Títol                                  | Notes         |
| ---- | -------------------------------------- | ------------- |
| 1966 | The Group                              |               |
| 1967 | Mark Twain Tonight                     | TV            |
| 1968 | Wild in the Streets                    |               |
| 1972 | They Only Kill Their Masters           |               |
| 1972 | That Certain Summer                    | TV            |
| 1973 | Pueblo                                 | TV            |
| 1973 | Jonathan Livingston Seagull            | Veu           |
| 1973 | Magnum Force                           |               |
| 1974 | The Girl from Petrovka                 |               |
| 1974 | Carl Sandburg's Lincoln                | TV mini serie |
| 1976 | All the President's Men                |               |
| 1976 | Midway                                 |               |
| 1977 | Julia                                  |               |
| 1977 | Rituals                                |               |
| 1978 | Capricorn u (Capricorn One)            |               |
| 1978 | The Awakening Land                     | sèrie de TV   |
| 1979 | When Hell Was in Session               | sèrie de TV   |
| 1979 | Murder by Natural Causes               | sèrie de TV   |
| 1979 | The Legend of the Golden Gun           | sèrie de TV   |
| 1979 | Natural enemies                        | Film          |
| 1980 | La boira (The Fog)                     |               |
| 1980 | The Kidnapping of the President        |               |
| 1981 | The Killing of Randy Webster           | sèrie de TV   |
| 1982 | Creepshow                              |               |
| 1983 | The Star Chamber                       |               |
| 1983 | Girls Night Out                        |               |
| 1985 | Designing Women                        | sèrie de TV   |
| 1985 | North and South Part 1                 | sèrie de TV   |
| 1986 | Portrait of America                    | sèrie de TV   |
| 1986 | Dress Gray                             | sèrie de TV   |
| 1986 | North and South Part 2                 | sèrie de TV   |
| 1987 | Wall Street                            |               |
| 1988 | The Unholy                             |               |
| 1989 | Fletch Lives                           |               |
| 1990 | Evening Shade                          | sèrie de TV   |
| 1993 | The Firm                               |               |
| 1996 | Innocent Victims                       |               |
| 1997 | Eye of God                             |               |
| 1997 | Cats Don't Dance                       | Veu           |
| 1997 | Hercules                               | Veu           |
| 1998 | Relació mortal (Hush)                  |               |
| 1998 | Walking to the Waterline               |               |
| 1999 | El solter (The Bachelor)               |               |
| 2000 | Waking the Dead                        |               |
| 2000 | Men of Honor                           |               |
| 2000 | The Life and Adventures of Santa Claus | Veu           |
| 2001 | The Majestic                           |               |
| 2001 | The West Wing                          | sèrie de TV   |
| 2002 | Seventh Day                            | Documental    |
| 2003 | Country Music: The Spirit of America   | IMAX          |
| 2003 | Shade: Joc d'assassins (Shade)         |               |
| 2006 | The Sopranos                           | sèrie de TV   |
| 2006 | NCIS                                   | sèrie de TV   |
| 2007 | Into the Wild                          |               |
| 2008 | ER                                     | sèrie de TV   |
| 2009 | That Evening Sun                       |               |
| 2010 | Sons of Anarchy                        | sèrie de TV   |
| 2010 | The Event                              | sèrie de TV   |
| 2011 | Aigua per a elefants                   |               |
| 2011 | Good Day For It                        |               |
| 2012 | Lincoln                                |               |
| 2012 | Savannah                               |               |
| 2013 | Promised Land                          |               |
| 2013 | Rectify                                | sèrie de TV   |
| 2013 | Monday Mornings                        | sèrie de TV   |